# Karlstad
Karlstad este un oraș în Suedia. Se află la o altitudine de 64 m deasupra nivelului mării. Are o suprafață de 3.144 ha. Populația este de 69.615 locuitori, determinată în 31 decembrie 2023.

## Demografie
| \| Evoluția demografică a zonei urbane Karlstad, 1970–2015 \| Evoluția demografică a zonei urbane Karlstad, 1970–2015 \| Evoluția demografică a zonei urbane Karlstad, 1970–2015 \| Evoluția demografică a zonei urbane Karlstad, 1970–2015 \| Evoluția demografică a zonei urbane Karlstad, 1970–2015 \| \| --------------------------------------------------------------------------------------- \| ------------------------------------------------------- \| ------------------------------------------------------- \| ------------------------------------------------------- \| ------------------------------------------------------- \| \| An \| \| \| Locuitori \| \| \| 1970 \| 1970 \| \| 52.044 \| 52.044 \| \| 1975 \| 1975 \| \| 51.243 \| 51.243 \| \| 1980 \| 1980 \| \| 51.867 \| 51.867 \| \| 1990 \| 1990 \| \| 52.933 \| 52.933 \| \| 1995 \| 1995 \| \| 55.482 \| 55.482 \| \| 2000 \| 2000 \| \| 56.480 \| 56.480 \| \| 2005 \| 2005 \| \| 58.544 \| 58.544 \| \| 2010 \| 2010 \| \| 61.685 \| 61.685 \| \| 2015 \| 2015 \| \| 61.492 \| 61.492 \| \| Sursa: SCB - Statistika Centralbyrån, Folkmängden per tätort. Vart femte år 1960 - 2016 \| \| \| \| \| |      |  |           |        |
| Evoluția demografică a zonei urbane Karlstad, 1970–2015 |      |  |           |        |
| An |      |  | Locuitori |        |
| 1970 | 1970 |  | 52.044    | 52.044 |
| 1975 | 1975 |  | 51.243    | 51.243 |
| 1980 | 1980 |  | 51.867    | 51.867 |
| 1990 | 1990 |  | 52.933    | 52.933 |
| 1995 | 1995 |  | 55.482    | 55.482 |
| 2000 | 2000 |  | 56.480    | 56.480 |
| 2005 | 2005 |  | 58.544    | 58.544 |
| 2010 | 2010 |  | 61.685    | 61.685 |
| 2015 | 2015 |  | 61.492    | 61.492 |
| Sursa: SCB - Statistika Centralbyrån, Folkmängden per tätort. Vart femte år 1960 - 2016 |      |  |           |        |